# David Hennessy (baron)
David James George Hennessy, 3. baron Windlesham (ur. 28 stycznia 1932, zm. 21 grudnia 2010) – brytyjski arystokrata i polityk, członek Partii Konserwatywnej, minister w rządzie Edwarda Heatha.
Wykształcenie odebrał w Ampleforth College oraz w Trinity College na Uniwersytecie Oksfordzkim, gdzie studiował prawo. W 1958 r. został członkiem rady miasta Westminster. Po śmierci ojca w 1968 r. odziedziczył tytuł 3. barona Windlesham i zasiadł w Izbie Lordów. W 1970 r. został ministrem stanu w Home Office. W 1973 r. został Lordem Tajnej Pieczęci i przewodniczącym Izby Lordów. Pozostał na tych stanowiskach do wyborczej porażki konserwatystów w 1974 r.
Lord Windlesham pracował również dla kilku czasopism, m.in. dla Observera. Napisał również kilka książek. Następnie powrócił na uczelnię, gdzie został w końcu dyrektorem Brasenose College. W 1999 r. został kreowany parem dożywotnim jako baron Hennesy, dzięki czemu pozostał w Izbie Lordów po jej reformie. Odznaczony Królewskim Orderem Wiktoriańskim. 